# ۷۷۶ (خورشیدی)
۷۷۶ هفتصد و هفتاد و ششمین سال هجری خورشیدی است.